# Aftonfjärilar

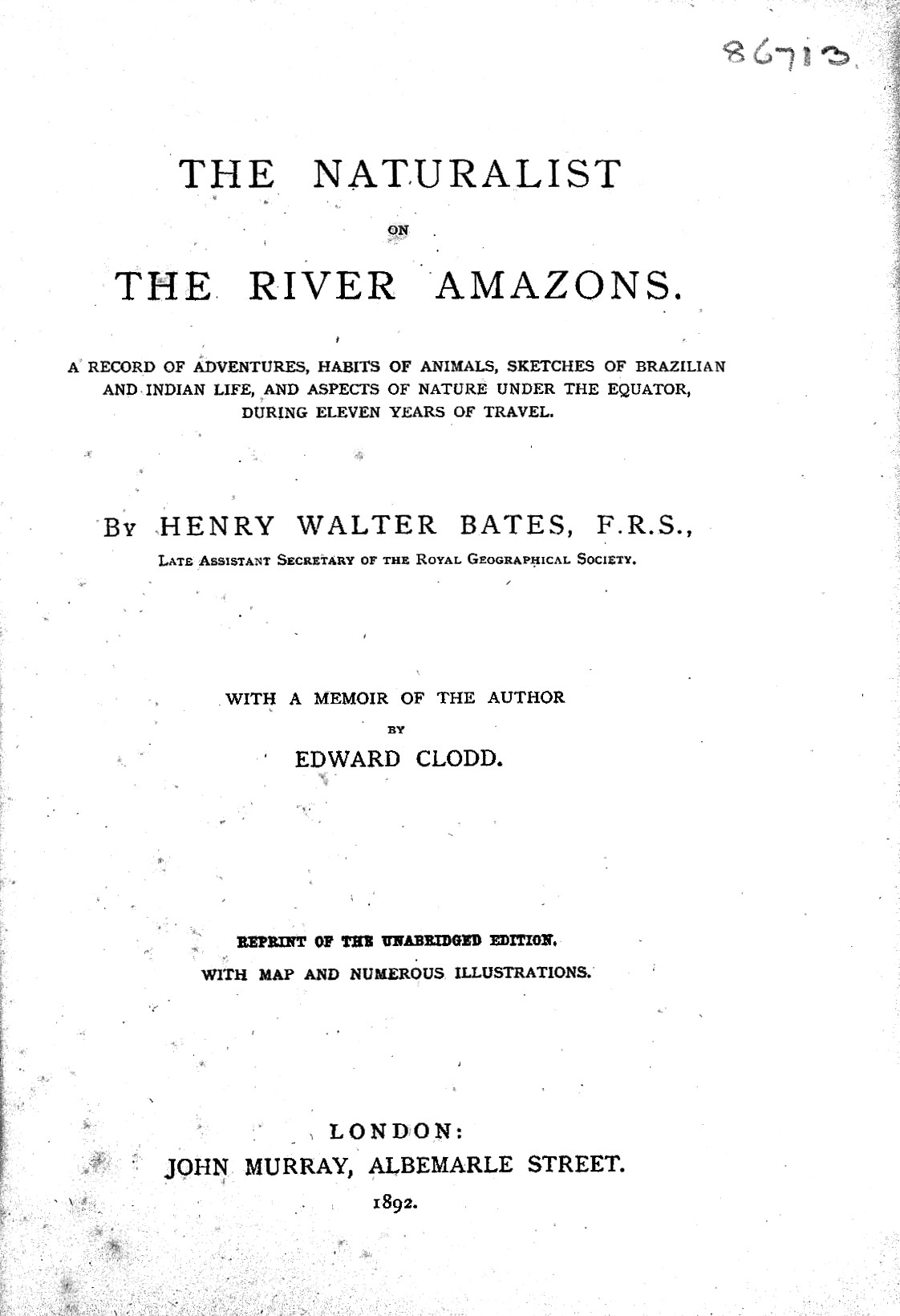
Titelsidan till Bates "Naturalists", 1892.

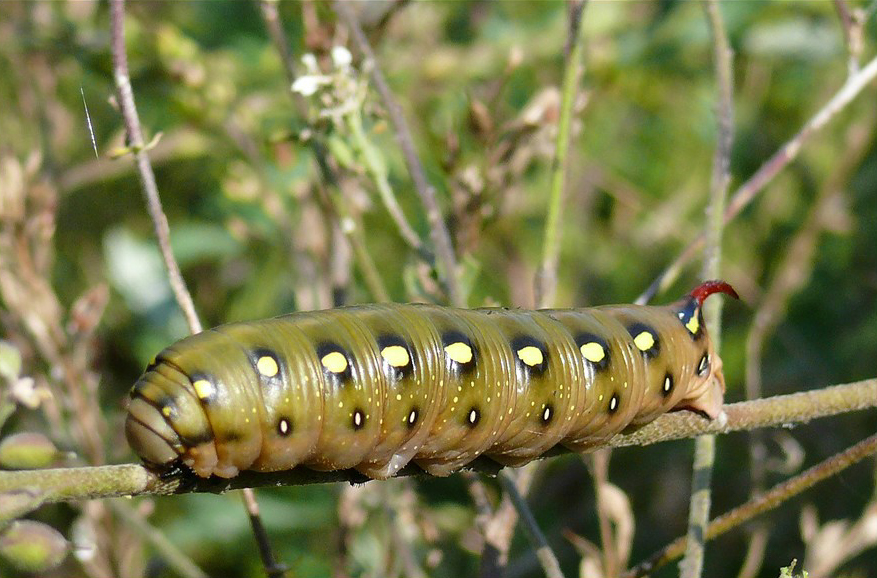
Larv av Brunsprötad skymningssvärmare (Hyles gallii).

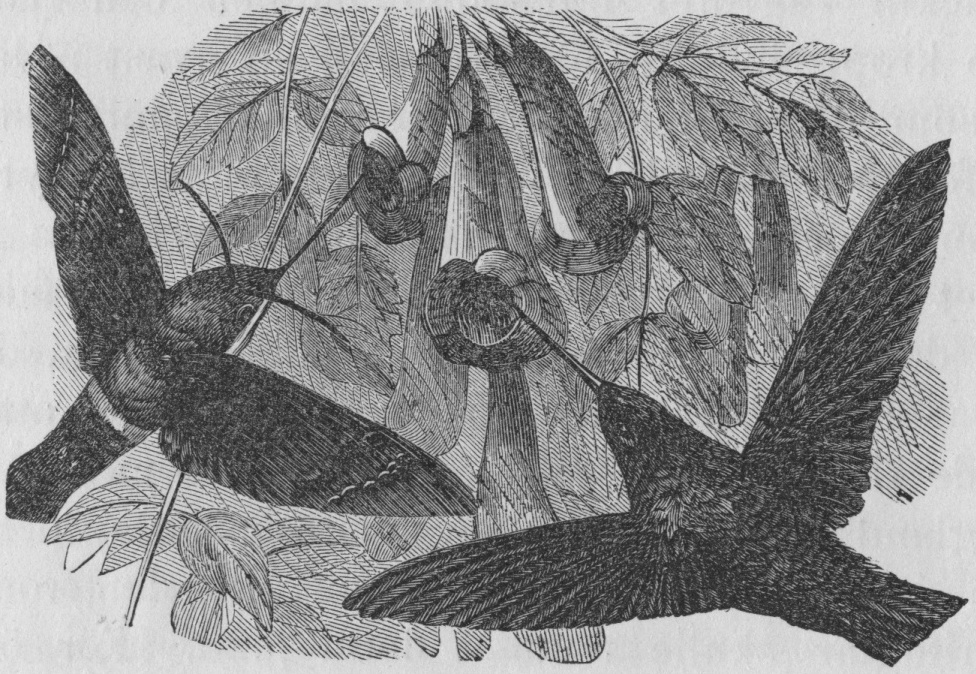
En aftonfjäril och en kolibrifogel, som i hög grad likna varandra. Illustration från boken Om förklädnad och andra inom djurriket förekommande former af skyddande likhet av Alfred Russel Wallace.

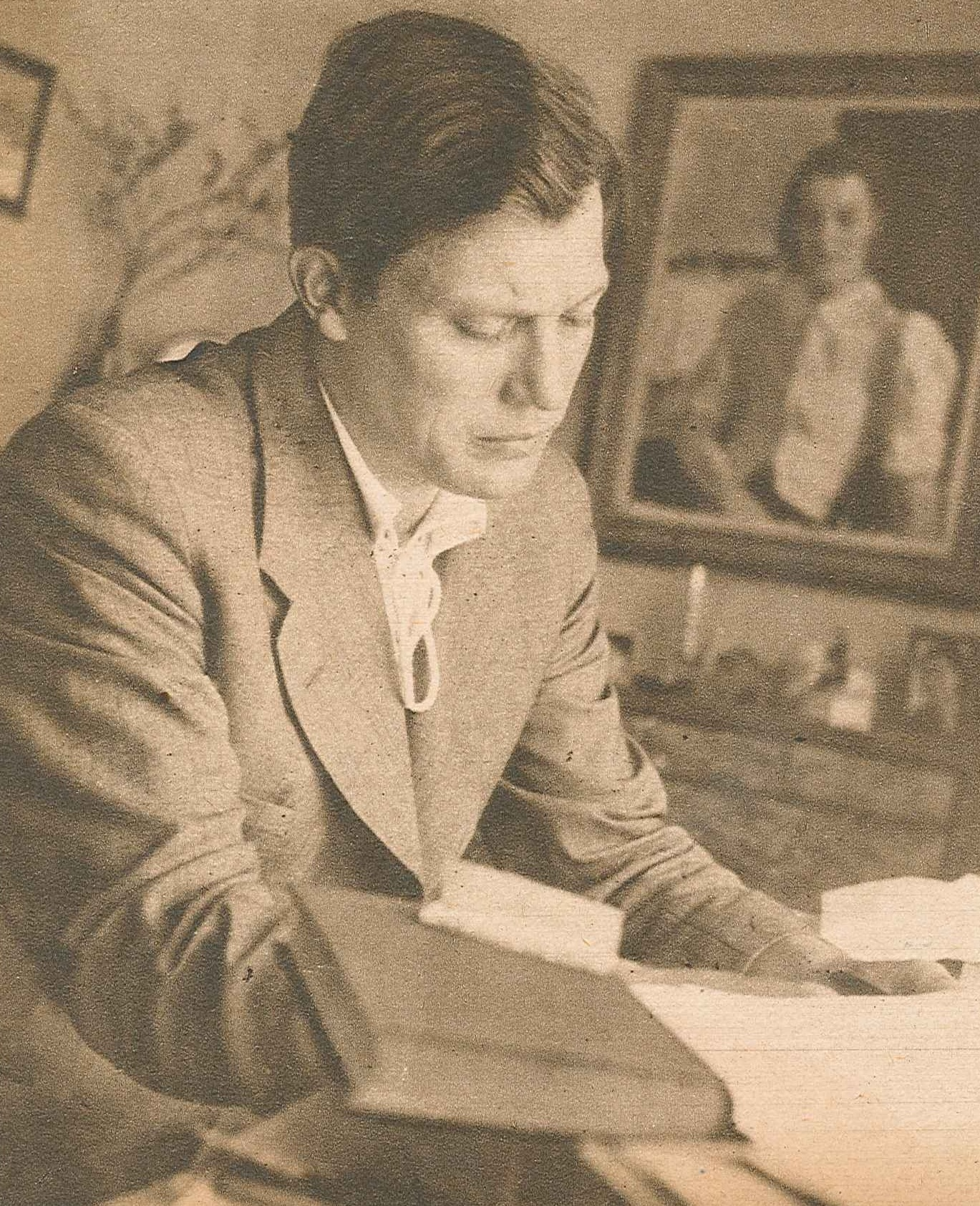
Harry Martinson baserade romanen Nässlorna blomma på upplevelser från sin barndom.

Aftonfjärilar eller skymningsfjärilar (tyska: Abendfalter, Dämmerungsfalter) var i äldre litteratur populärnamn på de fjärilar som inte ansågs tillhöra dagfjärilarna eller nattfjärilarna. De arter som fördes till aftonfjärilarna är arter som numera ingår bland svärmarna och kan ses dagtid, men som oftast är mer aktiva kvällstid efter solens nedgång, utan att därför räknas som nattlevande.

## Arter inom begreppet aftonfjäril
Aftonfjärilarna  omfattades av en grupp närstående arter vilka inte enbart definierades genom den strikt taxonomiska släktskapen, utan också efter beteende och levnadssätt, en indelning som bland andra zoologer användes av den franske entomologen Jean Baptiste Godart (1775–1825) i en artikel i Encyclopédie Méthodique och den 1842 utgivna Histoire naturelle des lépidoptères ou papillons de France.
Hit räknades av en del zoologer ibland mer specifikt fjärilssläktet Sphinx, representerat av dödskallefjärilen, men oftast omfattades begreppet aftonfjärilar allmänt av flera släkten vilka ingick i en idag ej använd "avdelning" bland fjärilarna, som kallades Crepuscularia, till vilken det ovan nämnda släktet Sphinx också räknades, men i gruppen Crepuscularia ingick släkten som idag tillhör flera olika familjer som Svärmare (Sphingidae), glasvingefjärilar eller glasvingar (Sesiidae) och bastardsvärmare (Zygaenidae, tidigare Anthroceridæ).

## Nordisk Familjebok om aftonfjärilar
Nordisk Familjebok berättar år 1876 om aftonfjärilar:
| ”                                          | Aftonfjärilar, Crepuscularia, zool., en afdelning bland fjärilarne. Namnet är en antydning om det lefnadssätt de fleste af dem föra. De flyga vanligen omkring först efter solens nedgång. Många äro emellertid i rörelse äfven under den starkaste solvärmen. Deras zoologiska kännetecken hemtas från de jämntjocka eller i midten något tjockare trefvarnes (antennernas) form och från vingarnes form och läge, då de äro i hvila. Dessa senare äro nämligen jämförelsevis smala och fällas under hvila snedt ned längs den klumpiga kroppen, i stället för att lyftas rätt upp som dagfjärilarnes vingar. Såsom fullbildade fjärilar suga de vanligen blommornas nektar under dallrande flygt öfver dem. De fleste aftonfjärilars larver, åtminstone de större arternas, äro välbekanta såsom köttiga, masklika krypdjur, med 16 fötter och ett spetsigt horn på näst sista kroppsringen (segmentet). Dessa vanligen gröna larver lefva af blad och förpuppa sig vanligen i jorden. Bland våra nordiske fjärilar höra tre familjer till denna afdelning: svärmarne (Sphingidæ), glasvingefjärilarne (Sesiidæ) och bastardsvärmarne (Anthroceridæ). | „ |
| – Aftonfjärilar, Nordisk familjebok (1876) | |   |

## Bates, Wallace och Darwin om mimikry hos aftonfjärilar
Fjärilar, och i synnerhet aftonfjärilar, har legat till grund för tidig forskning om hur arter uppstått genom anpassning. Framför allt tre biologer beskrev tidigt hur aftonfjärilar använder sig av mimikry för att skydda sig mot att bli byten. Alfred Russel Wallace var en brittisk naturhistoriker, antropolog och biolog som oberoende av Charles Darwin hade utvecklat en teori om hur arter uppkommer genom naturligt urval. Den brittiska upptäcktsresanden och zoologen Henry Walter Bates åtföljde Wallace år 1848 till Sydamerika. Efter att Wallace återvänt hem till England fortsatte Bates ensam att forska vid Amazonfloden, främst på fjärilar, ända fram till 1859. När han sorterade fjärilarna i grupper efter utseende, uppmärksammade han att fjärilar som ytligt sett liknade varandra, vid närmare betraktande kunde uppvisa stora morfologiska skillnader. Han lade fram hypotesen att det snarlika utseendet berodde på arternas gradvisa anpassning som skydd mot angrepp från rovdjur. Denna naturalistiska förklaring passade bra ihop med nya rön om evolution som lanserats av Alfred Russel Wallace och Charles Darwin. Bates myntade begreppet mimikry  och fick själv ge namn åt den allra vanligaste formen, Bates mimikry, men också tillsammans med Wallace ge namn åt Bates-Wallaces mimikry, numera kallad aggressiv mimikry. 
Charles Darwin citerar Wallace i boken Menniskans härledning och könsurvalet angående skymnings- och nattfjärilarna, och berättar att de oftast under dagen sitter stilla med vingarna hängande, varvid färger och mönster på vingarnas översida utgör ett utmärkt skydd mot predatorer genom sina kamouflagefärger, medan de bakre vingarna ofta kan ha starka, bjärta färger, vilka bara ses under flykt, eller om fjärilen reser upp dessa vingar medvetet. Forskarna tror att de starka färgerna skall locka en angripare att angripa vingarna istället för den känsligare kroppen och att den starka färgen ska indikera att insekten smakar illa, eller är giftig. Wallace berättade också för Darwin att de starka färgerna hos aftonfjärilarnas larver var en varningssignal för angripare, att larven kanske kan vara giftig eller illasmakande:
| ” | Denna hypothes synes vid första betraktelsen vara alltför djerf; men då den framstäldes för det entomologiska sällskapet, understöddes den af åtskilliga uppgifter, och hr J. Jenner Weir, som håller en stor mängd foglar i ett fogelhus, har, som han meddelar mig, anstält en mängd försök och finner icke något undantag från den regeln, att alla larver med nattligt eller tillbakadraget lefnadssätt samt med slät hud, alla med grön färg och alla, som likna grenar, begärligt uppslukades af hans foglar. De hårbeklädda och taggiga arterna försmåddes oföränderligen, hvilket äfven var händelsen med fyra arter, som hade i ögonen fallande färger. Då foglarne försmådde en larv, visade de tydligen genom att skaka sina hufvuden och rengöra sina näbbar, att de voro missbelåtna med smaken. Tre bjert tecknade arter af dag- samt skymnings- och aftonfjärilar gåfvos likaledes af hr A. Butler åt några ödlor och grodor; de försmåddes, ehuru andra slag åtos med begärlighet. Således bekräftas sannolikheten af hr Wallace’s åsigt, nämligen att vissa larver nästan af samma orsak, som vissa gifter för menniskornas bästa färgas af apothekare, hafva erhållit afstickande färger för sitt eget bästa, på det att de lätt må igenkännas af sina fiender. | „ |
| – Om förklädnad och andra inom djurriket förekommande former af skyddande likhet av Alfred Russel Wallace, 1874 | |   |

Aftonfjärilars utseende och rörelsescheman påminner om de nektarätande fåglar som kolibri (kallades förr honungsfåglar), och även erfarna biologer som Bates har enligt Wallace ibland misstagit sig, och förväxlat en aftonfjäril med en kolibri, när de i skymningen suger nektar från en blomma.
| ” | Ett sådant egendomligt fall, i hvilket aftonfjärilar till sitt utseende »härma» honingsfoglar (bild 12), beskrifver Bates för oss sålunda: åtskilliga gånger sköt jag af misstag en kolibri-fjäril (Macroglossa titan) i stället för en kolibri; visserligen är denna fjäril något mindre än kolibri i allmänhet äro, men hans sätt att flyga och fladdra framför en blomma, under det han pejlar den med sin snabel, liknar alldeles kolibrins sätt vid samma tillfälle. Det var först efter lång tids erfarenhet jag lärde skilja dem från hvarandra i flygten. Denna likhet har också ådragit sig infödingarnas uppmärksamhet; de tro alla, äfven de hvita, fullt och fast, att den ena af dessa två djurformer kan förvandla sig till den andra; de hafva sett kålmasken förvandlas till fjäril och anse det alls icke underligare, att en fjäril kan förvandla sig till en verklig fogel. Likheten mellan denna kolibrifjäril och en verklig kolibri är också slående, t. o. m. om man jämför dem bredvid hvarandra. Om man ser dem från sidan, äro hufvudets form och ögonens ställning nästan alldeles desamma; det utsträckta sugröret föreställer näbben och fjärilns bakre kroppsände är försedd med en qvast af långa hår, som likna fjädrar och föreställa fogelns stjärt. Det förstås, att alla dessa likheter blott äro ytliga. | „ |
| – Om förklädnad och andra inom djurriket förekommande former af skyddande likhet av Alfred Russel Wallace, 1874 | |   |

## I slang och skönlitteratur
Människan intresse och fascination för de fjärilar som är mest aktiva under skymningstimmarna har lett till att ordet inte bara använts som slang för prostituerade, utan även i litteraturen. Aftonfjäril är den svenska översättningen av titeln för boken Abendfalter, skriven av Georg von der Vring (1889–1968) och utgiven i München 1952. Carl Snoilsky skriver i dikten Vågbrytaren: Aftonfjärilar, vi fladdra ute på den smala stig, Skattande åt stundens joller, allt som det kan falla sig, och Aftonfjärilar är också omnämnda i svensk skönlitteratur som Nässlorna blomma, en roman från 1935 av den svenske författaren Harry Martinson, där en av bokens gestalter jagar en gul aftonfjäril:
| ”                                           | Första minnet är sommarafton. Landsvägen går torr och hård förbi deras grind. Röster ropa och leka i trädgården. Inne i boklövsalen träta ett par systrar, ropa skällsord och rycka varandra i håret. Själv börjar han springa neråt grusvägen där de stora krusiga och taggiga snäckorna ligga tätt i kanten, ända till grinden. Systrarna ropa efter honom att inte springa bort. Men han jagar en gul aftonfjäril som flyger och fladdrar, utan ro. Den far iväg som ett löv singlar från ett höstträd. Den vill inte in i halmhattens örnmage. Den vill fly från djuret Barn, för vilket fjärilarnas släkte har den stora fasan. Barnet är fjärliens tiger och krokodil. Så går jakten. Fjäril och barn skynda förbi de hundra och nittiåtta egyptiska snäckorna och komma ned till grinden. Där flyger fjärilen ut mellan spjälorna. Barnet häver sig blixtsnabbt på tå och griper om järnklinkan, hänger med knyck sin tyngd på den. Grinden far upp. Fjärilen har hunnit över vägen. Barnet rusar skrattande efter men faller på alla fyra med fingrarna utspärrade och handflatorna tryckta till vägen. | „ |
| – Nässlorna blomma av Harry Martinson, 1935 | |   |